# Slowakije op het Europees kampioenschap voetbal 2016
Slowakije was een van de deelnemende landen aan het Europees kampioenschap voetbal 2016 in Frankrijk. Het was de eerste keer dat Slowakije zich wist te plaatsen voor het eindtoernooi van een EK voetbal. Het land werd in de achtste finale uitgeschakeld door Duitsland.

## Kwalificatie
Slowakije begon op 8 september 2014 met een uitwedstrijd aan de kwalificatiecampagne. Ze gingen op het veld van Oekraïne winnen met 0-1 dankzij een goal van Róbert Mak. Een maand later werd er thuis gewonnen van regerend Europees Kampioen Spanje. Juraj Kucka maakte al vroeg de openingstreffer. Een late goal van Paco Alcácer zette de tussenstand weer in evenwicht. Drie minuten voor tijd zette Miroslav Stoch de 2-1 eindstand op het bord. Drie dagen later ging Slowakije met 1-3 winnen in Wit-Rusland dankzij twee goals van sterspeler Marek Hamšík en een goal in toegevoegde tijd van Stanislav Šesták. In november 2014 trok Slowakije naar Macedonië. Met twee goals in de eerste helft zetten Juraj Kucka en Adam Nemec de 0-2 op het scorebord. Zo begon Slowakije uitstekend aan de kwalificatiecampagne met 12 op 12.
De volgende wedstrijd vond pas plaats op 27 maart 2015. De Slowaken ontvingen Luxemburg, dat met 3-0 opzij werd gezet. De goals kwamen van Adam Nemec, Vladimír Weiss en Peter Pekarík. In juni 2015 kwamen de Macedoniërs op bezoek. Kornel Saláta en Marek Hamšík maakten nog voor de rust twee goals. Twintig minuten voor tijd zorgde Arijan Ademi nog voor de aansluitingstreffer, maar er werd niet meer gescoord en de wedstrijd eindigde op 2-1. In september 2015 leed Slowakije zijn eerste puntenverlies door een 2-0 nederlaag op het veld van Spanje. Jordi Alba en Andrés Iniesta zorgden voor de goals. Enkele dagen later ontving Slowakije Oekraïne. De wedstrijd eindigde op 0-0. In oktober 2015 ging Slowakije thuis verrassend onderuit met 0-1 tegen Wit-Rusland. Stanislaw Drahun scoorde de enige goal van de wedstrijd. Enkele dagen later wonnen de Slowaken met 2-4 van Luxemburg. Hamšík (2x), Nemec en Mak zorgden voor de Slowaakse goals.
Door de sterke beginfase van de kwalificatiecampagne (18 op 18) bereikten de Slowaken voor het eerst in de geschiedenis de eindronde van een EK. Ze kwalificeerden zich rechtstreeks in Groep C met een tweede plaats achter Spanje.

### Kwalificatieduels
| 8 september 2014 | Oekraïne    | 0 – 1 | Slowakije   |
| 9 oktober 2014   | Slowakije   | 2 – 1 | Spanje      |
| 12 oktober 2014  | Wit-Rusland | 1 – 3 | Slowakije   |
| 15 november 2014 | Macedonië   | 0 – 2 | Slowakije   |
| 27 maart 2015    | Slowakije   | 3 – 0 | Luxemburg   |
| 14 juni 2015     | Slowakije   | 2 – 1 | Macedonië   |
| 5 september 2015 | Spanje      | 2 – 0 | Slowakije   |
| 8 september 2015 | Slowakije   | 0 – 0 | Oekraïne    |
| 9 oktober 2015   | Slowakije   | 0 – 1 | Wit-Rusland |
| 12 oktober 2015  | Luxemburg   | 2 – 4 | Slowakije   |

### Stand groep C
| Pos | Land        | Wed | Win | Gel | Ver | DV | DT | +/- | Pnt |
| --- | ----------- | --- | --- | --- | --- | -- | -- | --- | --- |
| 1   | Spanje      | 10  | 9   | 0   | 1   | 23 | 3  | +20 | 27  |
| 2   | Slowakije   | 10  | 7   | 1   | 2   | 17 | 8  | +9  | 22  |
| 3   | Oekraïne    | 10  | 6   | 1   | 3   | 14 | 4  | +10 | 19  |
| 4   | Wit-Rusland | 10  | 3   | 2   | 5   | 8  | 14 | –6  | 11  |
| 5   | Luxemburg   | 10  | 1   | 1   | 8   | 6  | 27 | –21 | 4   |
| 6   | Macedonië   | 10  | 1   | 1   | 8   | 6  | 18 | –12 | 4   |

## EK-voorbereiding

### Wedstrijden
|                                                   |                        |       |                        | |
| 13 november 2015 «onderlinge duels» 20:45 (UTC+1) | Slowakije              | 3 – 2 | Zwitserland            | Štadión Antona Malatinského, Trnava Toeschouwers: 17.582 Scheidsrechter: Miroslav Zelinka (Tsjechië) |
| 13 november 2015 «onderlinge duels» 20:45 (UTC+1) | Ďuriš 39', 48' Mak 55' |       | 63' Derdiyok 67' Drmić | Štadión Antona Malatinského, Trnava Toeschouwers: 17.582 Scheidsrechter: Miroslav Zelinka (Tsjechië) |

|                                                   |                        |       |                |                                                                                         |
| 17 november 2015 «onderlinge duels» 20:45 (UTC+1) | Slowakije              | 3 – 1 | IJsland        | Štadión pod Dubňom, Žilina Toeschouwers: 5.568 Scheidsrechter: Paweł Raczkowski (Polen) |
| 17 november 2015 «onderlinge duels» 20:45 (UTC+1) | Mak 58', 61' Ďuriš 84' |       | 8' Finnbogason | Štadión pod Dubňom, Žilina Toeschouwers: 5.568 Scheidsrechter: Paweł Raczkowski (Polen) |

|                                                |           |       |         | |
| 25 maart 2016 «onderlinge duels» 20:30 (UTC+1) | Slowakije | 0 – 0 | Letland | Štadión Antona Malatinského, Trnava Toeschouwers: 12.405 Scheidsrechter: Harald Lechner (Oostenrijk) |
| 25 maart 2016 «onderlinge duels» 20:30 (UTC+1) |           |       |         | Štadión Antona Malatinského, Trnava Toeschouwers: 12.405 Scheidsrechter: Harald Lechner (Oostenrijk) |

|                                                |                                    |       |                              |                                                                                          |
| 29 maart 2016 «onderlinge duels» 20:45 (UTC+2) | Ierland                            | 2 – 2 | Slowakije                    | Aviva Stadium, Dublin Toeschouwers: 30.217 Scheidsrechter: Ola Hobber Nilsen (Noorwegen) |
| 29 maart 2016 «onderlinge duels» 20:45 (UTC+2) | Long 22' (pen.) McClean 24' (pen.) |       | 14' Stoch 45' (e.d.) McShane | Aviva Stadium, Dublin Toeschouwers: 30.217 Scheidsrechter: Ola Hobber Nilsen (Noorwegen) |

|                                              |                          |       |           |                                                                                               |
| 27 mei 2016 «onderlinge duels» 17:30 (UTC+2) | Slowakije                | 3 – 1 | Georgië   | ASKÖ-Stadion, Wels (Oostenrijk) Toeschouwers: 782 Scheidsrechter: Oliver Drachta (Oostenrijk) |
| 27 mei 2016 «onderlinge duels» 17:30 (UTC+2) | Nemec 5', 56' Zreľák 70' |       | 71' Kenia | ASKÖ-Stadion, Wels (Oostenrijk) Toeschouwers: 782 Scheidsrechter: Oliver Drachta (Oostenrijk) |

|                                              |                  |       |                                |                                                                                  |
| 29 mei 2016 «onderlinge duels» 17:45 (UTC+2) | Duitsland        | 1 – 3 | Slowakije                      | WWK ARENA, Augsburg Toeschouwers: 22.110 Scheidsrechter: Serge Gumienny (België) |
| 29 mei 2016 «onderlinge duels» 17:45 (UTC+2) | Gómez 13' (pen.) |       | 41' Hamšík 44' Ďuriš 52' Kucka | WWK ARENA, Augsburg Toeschouwers: 22.110 Scheidsrechter: Serge Gumienny (België) |

|                                              |           |       |               |                                                                                                   |
| 4 juni 2016 «onderlinge duels» 18:00 (UTC+2) | Slowakije | 0 – 0 | Noord-Ierland | Štadión Antona Malatinského, Trnava Toeschouwers: 18.111 Scheidsrechter: Radu Petrescu (Roemenië) |
| 4 juni 2016 «onderlinge duels» 18:00 (UTC+2) |           |       |               | Štadión Antona Malatinského, Trnava Toeschouwers: 18.111 Scheidsrechter: Radu Petrescu (Roemenië) |

## Het Europees kampioenschap
De loting vond op 12 december 2015 plaats in Parijs. Slowakije werd ondergebracht in groep B, samen met Engeland, Rusland en Wales.
Slowakije nam het in de eerste groepswedstrijd op tegen Wales, eveneens voor het eerst op een EK. Dat kwam op voorsprong toen Gareth Bale in de vijfde minuut een vrije trap binnenschoot. Slowakije kwam na een uur spelen op gelijke hoogte toen de één minuut daarvoor ingevallen Ondrej Duda een voorzet van Róbert Mak langs doelman Danny Ward trapte. Het was niet genoeg voor een punt, want tien minuten later werkte de eveneens ingevallen Hal Robson-Kanu de 1-2 voor Wales binnen, tevens de eindstand. In de tweede groepswedstrijd kwamen de Slowaken nog voor de rust met 2-0 voor. Vladimír Weiss kapte na een pass van Marek Hamšík in één beweging zowel Vasili Berezoetski als Igor Smolnikov uit en schoot na 32 minuten de 1-0 binnen. Hamšík zette Slowakije dertien minuten later op 2-0 door een bal links vanuit het strafschopgebied via de binnenkant van de paal in de verre hoek te schieten. Invaller Denis Gloesjakov kopte Rusland tien minuten voor tijd nog op 2-1 uit een voorzet van Oleg Sjatov, maar de eerste Slowaakse EK-zege was een feit. Slowakije speelde daarna in de laatste poulewedstrijd gelijk tegen Engeland (0-0). Daarmee eindigden de Slowaken met vier punten als nummer drie in de poule. Dit bleek een dag later voldoende om als een van de vier beste nummers drie van het toernooi door te gaan naar de achtste finales.
Slowakije nam het in haar achtste finale op tegen Duitsland, de winnaar van groep C. Dat kwam in de achtste minuut op voorsprong. Toni Kroos trapte een corner van links, die Milan Škriniar in eerste instantie wegkopte. Jérôme Boateng schoot de afvallende bal vervolgens vanaf ± 20 meter ineens vanuit de lucht op het Slowaakse doel, waarna die via de voet van Škriniar in de linkerhoek ging. Duitsland kreeg in de dertiende minuut een penalty. Martin Škrtel duwde Mario Gómez binnen het Slowaakse strafschopgebied in de rug en scheidsrechter Szymon Marciniak zag het. Mesut Özil schoot de bal vanaf elf meter naar de rechterhoek, maar doelman Matúš Kozáčik redde. Duitsland kwam net voor rust alsnog op 0-2. Aanvaller Julian Draxler ging op links Juraj Kucka voorbij, het strafschopgebied in. Hij gaf de bal daarna af aan Gómez, die vanuit het doelgebied binnentikte in de korte hoek. Draxler maakte in de 63e minuut zelf 0-3, tevens de eindstand. Nadat Kroos de bal opnieuw vanuit een corner voor het doel schoot, ontstond daar een kopduel tussen Mats Hummels en de ingevallen Ján Greguš. De bal klutste daaruit met een boogje de richting van Draxler in, die hem vanuit het doelgebied ineens vanuit de lucht in de dichtstbijzijnde bovenhoek schoot. Daarmee zat het toernooi er voor Slowakije op.

### Uitrustingen
| Thuis | Uit | Doelman | Doelman | Doelman |

### Technische staf
| Functie         | Naam             |
| --------------- | ---------------- |
| Bondscoach      | Ján Kozák        |
| Assistent-coach | Štefan Tarkovič  |
| Keeperstrainer  | Miroslav Seman   |
| Team manager    | Róbert Tomaschek |

### Selectie en statistieken
| Nr. | Naam             | Geboortedatum | GW |   |   |   |   |   |   | Club              | Positie(s) |
| --- | ---------------- | ------------- | -- | - | - | - | - | - | - | ----------------- | ---------- |
| 1   | Ján Mucha        | 05-12-1982    | 0  | 0 | 0 | 0 | 0 | 0 | 0 | Slovan Bratislava | GK         |
| 2   | Peter Pekarík    | 30-10-1986    | 4  | 0 | 0 | 0 | 0 | 0 | 0 | Hertha BSC        | RB         |
| 3   | Martin Škrtel    | 15-12-1984    | 4  | 0 | 2 | 0 | 0 | 0 | 0 | Liverpool         | CB         |
| 4   | Ján Ďurica       | 10-11-1981    | 4  | 0 | 1 | 0 | 0 | 0 | 0 | Lokomotiv Moskou  | CB, LB     |
| 5   | Norbert Gyömbér  | 03-07-1992    | 2  | 0 | 0 | 0 | 0 | 1 | 1 | AS Roma           | CB, RB, DM |
| 6   | Ján Greguš       | 29-01-1991    | 1  | 0 | 0 | 0 | 0 | 1 | 0 | FK Jablonec       | CM         |
| 7   | Vladimír Weiss   | 30-11-1989    | 4  | 1 | 1 | 0 | 0 | 0 | 4 | Al-Gharafa        | LW, AM, RW |
| 8   | Ondrej Duda      | 05-12-1994    | 3  | 1 | 0 | 0 | 0 | 1 | 2 | Legia Warschau    | AM, CF     |
| 9   | Stanislav Šesták | 16-12-1982    | 1  | 0 | 0 | 0 | 0 | 1 | 0 | Ferencváros       | CF, RW, LW |
| 10  | Miroslav Stoch   | 19-10-1989    | 1  | 0 | 0 | 0 | 0 | 1 | 0 | Bursaspor         | LW, RW, AM |
| 11  | Adam Nemec       | 02-09-1985    | 2  | 0 | 0 | 0 | 0 | 2 | 0 | Willem II         | CF         |
| 12  | Ján Novota       | 29-11-1983    | 0  | 0 | 0 | 0 | 0 | 0 | 0 | Rapid Wien        | GK         |
| 13  | Patrik Hrošovský | 22-04-1992    | 2  | 0 | 1 | 0 | 0 | 0 | 1 | Viktoria Pilsen   | CM         |
| 14  | Milan Škriniar   | 11-02-1995    | 2  | 0 | 0 | 0 | 0 | 1 | 0 | Sampdoria         | CB, LB     |
| 15  | Tomáš Hubočan    | 17-09-1985    | 2  | 0 | 0 | 0 | 0 | 0 | 0 | Dinamo Moskou     | CB, RB, LB |
| 16  | Kornel Saláta    | 24-01-1985    | 1  | 0 | 0 | 0 | 0 | 1 | 0 | Slovan Bratislava | CB         |
| 17  | Marek Hamšík     | 27-07-1987    | 4  | 1 | 0 | 0 | 0 | 0 | 0 | Napoli            | AM         |
| 18  | Dušan Švento     | 01-08-1985    | 3  | 0 | 0 | 0 | 0 | 2 | 0 | FC Köln           | LB, LW     |
| 19  | Juraj Kucka      | 26-02-1987    | 4  | 0 | 2 | 0 | 0 | 0 | 0 | AC Milan          | CM, LW     |
| 20  | Róbert Mak       | 08-03-1991    | 3  | 0 | 1 | 0 | 0 | 0 | 1 | PAOK Saloniki     | LW, RW     |
| 21  | Michal Ďuriš     | 01-06-1988    | 3  | 0 | 0 | 0 | 0 | 1 | 2 | Viktoria Pilsen   | CF, RW, LW |
| 22  | Viktor Pečovský  | 24-05-1983    | 2  | 0 | 1 | 0 | 0 | 0 | 1 | MŠK Žilina        | DM, RM     |
| 23  | Matúš Kozáčik    | 27-12-1983    | 4  | 0 | 0 | 0 | 0 | 0 | 0 | Viktoria Pilsen   | GK         |

### Wedstrijden
| Nr. | Land      | GW | W | G | V | DV | DT | DS | Ptn |
| --- | --------- | -- | - | - | - | -- | -- | -- | --- |
| 1   | Wales     | 3  | 2 | 0 | 1 | 6  | 3  | +3 | 6   |
| 2   | Engeland  | 3  | 1 | 2 | 0 | 3  | 2  | +1 | 5   |
| 3   | Slowakije | 3  | 1 | 1 | 1 | 3  | 3  | 0  | 4   |
| 4   | Rusland   | 3  | 0 | 1 | 2 | 2  | 6  | -4 | 1   |

#### Groepsfase
|                                               |                         |       |           | |
| 11 juni 2016 «onderlinge duels» 18:00 (UTC+2) | Wales                   | 2 – 1 | Slowakije | Nouveau Stade Bordeaux, Bordeaux Toeschouwers: 37.831 Scheidsrechter: Svein Oddvar Moen (Noorwegen) |
| 11 juni 2016 «onderlinge duels» 18:00 (UTC+2) | Bale 5' Robson-Kanu 81' |       | 61' Duda  | Nouveau Stade Bordeaux, Bordeaux Toeschouwers: 37.831 Scheidsrechter: Svein Oddvar Moen (Noorwegen) |

| Wales | Slowakije |

| Wales:         |    |                   |     |
|                |    |                   |     |
| GK             | 21 | Danny Ward        |     |
| CB             | 5  | James Chester     |     |
| CB             | 6  | Ashley Williams   |     |
| CB             | 4  | Ben Davies        |     |
| RM             | 2  | Chris Gunter      |     |
| CM             | 14 | David Edwards     | 69' |
| CM             | 7  | Joe Allen         |     |
| LM             | 3  | Neil Taylor       |     |
| AM             | 20 | Jonathan Williams | 71' |
| AM             | 10 | Aaron Ramsey      | 88' |
| CF             | 11 | Gareth Bale       |     |
| Wisselspelers: |    |                   |     |
| MF             | 16 | Joe Ledley        | 69' |
| FW             | 9  | Hal Robson-Kanu   | 71' |
| DF             | 15 | Jazz Richards     | 88' |
| Coach:         |    |                   |     |
| Chris Coleman  |    |                   |     |

| Slowakije:     |    |                  |         |
|                |    |                  |         |
| GK             | 23 | Matúš Kozáčik    |         |
| RB             | 2  | Peter Pekarík    |         |
| CB             | 3  | Martin Škrtel    | 90+2'   |
| CB             | 4  | Ján Ďurica       |         |
| LB             | 18 | Dušan Švento     |         |
| CM             | 19 | Juraj Kucka      | 83'     |
| CM             | 13 | Patrik Hrošovský | 31' 60' |
| RW             | 20 | Róbert Mak       | 78'     |
| AM             | 17 | Marek Hamšík     |         |
| LW             | 7  | Vladimír Weiss   | 80' 83' |
| CF             | 21 | Michal Ďuriš     | 60'     |
| Wisselspelers: |    |                  |         |
| FW             | 8  | Ondrej Duda      | 60'     |
| FW             | 11 | Adam Nemec       | 60'     |
| MF             | 10 | Miroslav Stoch   | 83'     |
| Coach:         |    |                  |         |
| Ján Kozák      |    |                  |         |

Man van de wedstrijd:

 Joe Allen

|                                               |                |       |                      | |
| 15 juni 2016 «onderlinge duels» 15:00 (UTC+2) | Rusland        | 1 – 2 | Slowakije            | Grand Stade Lille Métropole, Villeneuve-d'Ascq Toeschouwers: 38.989 Scheidsrechter: Damir Skomina (Slovenië) |
| 15 juni 2016 «onderlinge duels» 15:00 (UTC+2) | Gloesjakov 80' |       | 32' Weiss 45' Hamšík | Grand Stade Lille Métropole, Villeneuve-d'Ascq Toeschouwers: 38.989 Scheidsrechter: Damir Skomina (Slovenië) |

| Rusland | Slowakije |

| Rusland:        |    |                     |     |
|                 |    |                     |     |
| GK              | 1  | Igor Akinfejev      |     |
| RB              | 3  | Igor Smolnikov      |     |
| CB              | 14 | Vasili Berezoetski  |     |
| CB              | 4  | Sergej Ignasjevitsj |     |
| LB              | 21 | Georgi Sjtsjennikov |     |
| CM              | 5  | Roman Neustädter    | 46' |
| CM              | 13 | Aleksandr Golovin   | 46' |
| RW              | 9  | Aleksandr Kokorin   | 75' |
| AM              | 17 | Oleg Sjatov         |     |
| LW              | 10 | Fjodor Smolov       |     |
| CF              | 22 | Artjom Dzjoeba      |     |
| Wisselspelers:  |    |                     |     |
| MF              | 8  | Denis Gloesjakov    | 46' |
| MF              | 11 | Pavel Mamajev       | 46' |
| MF              | 15 | Roman Sjirokov      | 75' |
| Coach:          |    |                     |     |
| Leonid Sloetski |    |                     |     |

| Slowakije:     |    |                 |     |
|                |    |                 |     |
| GK             | 23 | Matúš Kozáčik   |     |
| RB             | 2  | Peter Pekarík   |     |
| CB             | 3  | Martin Škrtel   |     |
| CB             | 4  | Ján Ďurica      | 46' |
| LB             | 15 | Tomáš Hubočan   |     |
| DM             | 22 | Viktor Pečovský |     |
| RW             | 20 | Róbert Mak      | 80' |
| CM             | 19 | Juraj Kucka     |     |
| CM             | 17 | Marek Hamšík    |     |
| LW             | 7  | Vladimír Weiss  | 72' |
| CF             | 8  | Ondrej Duda     | 67' |
| Wisselspelers: |    |                 |     |
| FW             | 11 | Adam Nemec      | 67' |
| DF             | 18 | Dušan Švento    | 72' |
| FW             | 21 | Michal Ďuriš    | 80' |
| Coach:         |    |                 |     |
| Ján Kozák      |    |                 |     |

Man van de wedstrijd:

 Marek Hamšík

|                                               |           |       |          | |
| 20 juni 2016 «onderlinge duels» 21:00 (UTC+2) | Slowakije | 0 – 0 | Engeland | Stade Geoffroy-Guichard, Saint-Étienne Toeschouwers: 39.051 Scheidsrechter: Carlos Velasco Carballo (Spanje) |
| 20 juni 2016 «onderlinge duels» 21:00 (UTC+2) |           |       |          | Stade Geoffroy-Guichard, Saint-Étienne Toeschouwers: 39.051 Scheidsrechter: Carlos Velasco Carballo (Spanje) |

| Slowakije | Engeland |

| Slowakije:     |    |                 |         |
|                |    |                 |         |
| GK             | 23 | Matúš Kozáčik   |         |
| RB             | 2  | Peter Pekarík   |         |
| CB             | 3  | Martin Škrtel   |         |
| CB             | 4  | Ján Ďurica      |         |
| LB             | 15 | Tomáš Hubočan   |         |
| DM             | 22 | Viktor Pečovský | 24' 67' |
| RW             | 20 | Róbert Mak      |         |
| CM             | 19 | Juraj Kucka     |         |
| CM             | 17 | Marek Hamšík    |         |
| LW             | 7  | Vladimír Weiss  | 78'     |
| CF             | 8  | Ondrej Duda     | 57'     |
| Wisselspelers: |    |                 |         |
| DF             | 18 | Dušan Švento    | 57'     |
| DF             | 5  | Norbert Gyömbér | 67'     |
| DF             | 14 | Milan Škriniar  | 78'     |
| Coach:         |    |                 |         |
| Ján Kozák      |    |                 |         |

| Engeland:      |    |                  |     |
|                |    |                  |     |
| GK             | 1  | Joe Hart         |     |
| RB             | 12 | Nathaniel Clyne  |     |
| CB             | 5  | Gary Cahill      |     |
| CB             | 6  | Chris Smalling   |     |
| LB             | 21 | Ryan Bertrand    | 52' |
| DM             | 17 | Eric Dier        |     |
| CM             | 14 | Jordan Henderson |     |
| CM             | 18 | Jack Wilshere    | 56' |
| RW             | 15 | Daniel Sturridge | 76' |
| CF             | 11 | Jamie Vardy      |     |
| LW             | 8  | Adam Lallana     | 60' |
| Wisselspelers: |    |                  |     |
| MF             | 10 | Wayne Rooney     | 56' |
| MF             | 20 | Dele Alli        | 60' |
| FW             | 9  | Harry Kane       | 76' |
| Coach:         |    |                  |     |
| Roy Hodgson    |    |                  |     |

Man van de wedstrijd:

 Matúš Kozáčik

#### Achtste finale
|                                               |                                  |       |           | |
| 26 juni 2016 «onderlinge duels» 18:00 (UTC+2) | Duitsland                        | 3 – 0 | Slowakije | Grand Stade Lille Métropole, Villeneuve-d'Ascq Toeschouwers: 44.312 Scheidsrechter: Szymon Marciniak (Polen) |
| 26 juni 2016 «onderlinge duels» 18:00 (UTC+2) | Boateng 8' Gómez 43' Draxler 63' |       |           | Grand Stade Lille Métropole, Villeneuve-d'Ascq Toeschouwers: 44.312 Scheidsrechter: Szymon Marciniak (Polen) |

| Duitsland | Slowakije |

| Duitsland:     |    |                        |     |
|                |    |                        |     |
| GK             | 1  | Manuel Neuer           |     |
| RB             | 21 | Joshua Kimmich         | 46' |
| CB             | 17 | Jérôme Boateng         | 72' |
| CB             | 5  | Mats Hummels           | 67' |
| LB             | 3  | Jonas Hector           |     |
| CM             | 6  | Sami Khedira           | 76' |
| CM             | 18 | Toni Kroos             |     |
| AM             | 8  | Mesut Özil             |     |
| RW             | 13 | Thomas Müller          |     |
| CF             | 23 | Mario Gómez            |     |
| LW             | 11 | Julian Draxler         | 72' |
| Wisselspelers: |    |                        |     |
| DF             | 4  | Benedikt Höwedes       | 72' |
| FW             | 10 | Lukas Podolski         | 72' |
| MF             | 7  | Bastian Schweinsteiger | 76' |
| Coach:         |    |                        |     |
| Joachim Löw    |    |                        |     |

| Slowakije:     |    |                  |       |
|                |    |                  |       |
| GK             | 23 | Matúš Kozáčik    |       |
| RB             | 2  | Peter Pekarík    |       |
| CB             | 3  | Martin Škrtel    | 13'   |
| CB             | 4  | Ján Ďurica       |       |
| LB             | 5  | Norbert Gyömbér  | 84'   |
| DM             | 14 | Milan Škriniar   |       |
| RW             | 19 | Juraj Kucka      | 90+1' |
| CM             | 13 | Patrik Hrošovský |       |
| CM             | 17 | Marek Hamšík     |       |
| LW             | 7  | Vladimír Weiss   | 46'   |
| CF             | 21 | Michal Ďuriš     | 64'   |
| Wisselspelers: |    |                  |       |
| MF             | 6  | Ján Greguš       | 46'   |
| FW             | 9  | Stanislav Šesták | 64'   |
| DF             | 16 | Kornel Saláta    | 84'   |
| Coach:         |    |                  |       |
| Ján Kozák      |    |                  |       |

Man van de wedstrijd:

 Julian Draxler
SFZ · A-internationals · Bondscoaches · Statistieken · Slowaaks vrouwenelftal · Olympisch elftal · Slowakije U21 · Slowakije U20 · Slowakije U19 · Slowakije U18 · Slowakije U17 · Slowakije U16
1939 – 1944 · 1992 – 1999 · 2000 – 2009 · 2010 – 2019 · 2020 − 2029
EK's: 2016 · 2020 · 2024
WK's: 2010
OS: 2000
1939 · 1940 · 1941 · 1942 · 1943 · 1944 · 1945–1991 · 1992 · 1993 · 1994 · 1995 · 1996 · 1997 · 1998 · 1999 · 2000 · 2001 · 2002 · 2003 · 2004 · 2005 · 2006 · 2007 · 2008 · 2009 · 2010 · 2011 · 2012 · 2013 · 2014 · 2015 · 2016 · 2017 · 2018 · 2019 · 2020 · 2021
Algerije · 
Andorra · 
Argentinië ·
Armenië · 
Australië · 
Azerbeidzjan · 
België · 
Bolivia · 
Bosnië en Herzegovina · 
Brazilië · 
Bulgarije · 
Chili · 
Colombia · 
Costa Rica · 
Cyprus · 
Denemarken · 
Duitsland · 
Egypte · 
Engeland · 
Estland · 
Faeröer · 
 Finland · 
Frankrijk · 
Georgië · 
Gibraltar · 
Griekenland · 
Guatemala · 
Hongarije · 
Ierland · 
IJsland · 
Iran · 
Israël · 
Italië · 
Japan · 
Joegoslavië · 
Jordanië · 
Kameroen · 
Kazachstan ·
Koeweit ·
Kroatië · 
Letland · 
Libanon ·
Liechtenstein · 
Litouwen ·
Luxemburg · 
Malta · 
Marokko · 
Mexico ·
Moldavië · 
Montenegro ·
Nederland · 
Nieuw-Zeeland · 
Noord-Ierland ·
Noord-Macedonië ·
Noorwegen ·
Oeganda · 
Oekraïne · 
Oezbekistan · 
Oostenrijk · 
Paraguay · 
Peru · 
Polen · 
Portugal · 
Roemenië · 
Rusland · 
San Marino · 
Saoedi-Arabië · 
Schotland · 
Servië en Montenegro ·
Slovenië · 
Spanje · 
Thailand · 
Tsjechië · 
Turkije · 
Verenigde Arabische Emiraten · 
Verenigde Staten · 
Wales · 
Wit-Rusland · 
Zuid-Korea · 
Zweden · 
Zwitserland
Engeland (2016) ·
Nieuw-Zeeland (2010) · 
Polen (2021) · 
Rusland (2016) · 
Spanje (2021) · 
Wales (2016) · 
Zweden (2021)